# Allan Wolski
Pour les articles homonymes, voir Wolski.
Allan da Silva Wolski (né le 18 janvier 1990 à São Paulo) est un athlète brésilien, spécialiste du lancer de marteau.

## Biographie
Il remporte le titre de cette spécialité lors des Jeux sud-américains de 2010.
Son meilleur lancer est de 71,93 à São Bernardo do Campo en 2014 qu'il porte à 73,52 m dans la même ville le 30 mai 2015.
Le 16 juillet 2017, il améliore son record personnel en 75,22 m à Sao Bernardo do Campo. 